# Малиновочервено
 Малиновочервено, CMYK #E30B5C 
Малиновочервено е цвят, който наподобява цвета на малината.
Първото регистрирано използване на малината като име на цвят на английски е през 1892 г.

## В културата

### Музика
Може би най-известното споменаване на малиновия цвят е от Принс в популярната му песен „Малинова барета“ (на англ.: Raspberry Beret).

### Вексилология
Малиновият цвят е бил използван в казашките етнически знамена и униформи.